# Есенгельдинский сельский округ
Есенгельдинский сельский округ (каз. Есенгелді ауылдық округі) — административная единица в составе Абайского района Карагандинской области Казахстана. Административный центр — село Есенгельды.
Населения — 1025 человек (2009; 1302 в 1999, 2033 в 1989).
По состоянию на 1989 год существовала Есенгельдинский сельский совет (сёла Восьмой Аул, Есенгельды, Пахотное). Село Восьмой Аул было ликвидировано 2011 года.

## Состав
В состав округа входят такие населённые пункты:
| Населённый пункт  | Население, человек (1989) | Население, человек (1999) | Население, человек (2009) |
| ----------------- | ------------------------- | ------------------------- | ------------------------- |
| Восьмой Аул, село | 166                       | 98                        | 55                        |
| Есенгельды, село  | 1664                      | 1039                      | 909                       |
| Пахотное, село    | 203                       | 165                       | 61                        |